# Poljana Čička
 Poljana Čička  falu Horvátországban Zágráb megyében. Közigazgatásilag Nagygoricához tartozik.

## Fekvése
Zágráb központjától 20 km-re, községközpontjától 8 km-re délkeletre a Túrmező síkságán, az Odra bal partján, a Száva-Odra csatorna mellett fekszik.

## Története
A település nevének előtagját fekvéséről,  utótagját onnan kapta, hogy egykor a staro čičei plébániához tartozott. Fekvéséből adódóan lakói sokat szenvedtek az Odra kiöntéseitől.
1857-ben 285, 1910-ben 559 lakosa volt. Trianon előtt Zágráb vármegye Nagygoricai járásához tartozott.  2001-ben 612 lakosa volt.

## Lakosság
| Lakosság változása | Lakosság változása | Lakosság változása | Lakosság változása | Lakosság változása | Lakosság változása | Lakosság változása | Lakosság változása | Lakosság változása | Lakosság változása | Lakosság változása | Lakosság változása | Lakosság változása | Lakosság változása | Lakosság változása |
| ------------------ | ------------------ | ------------------ | ------------------ | ------------------ | ------------------ | ------------------ | ------------------ | ------------------ | ------------------ | ------------------ | ------------------ | ------------------ | ------------------ | ------------------ |
| 1857               | 1869               | 1880               | 1890               | 1900               | 1910               | 1921               | 1931               | 1948               | 1953               | 1961               | 1971               | 1981               | 1991               | 2001               |
| 285                | 331                | 384                | 419                | 487                | 559                | 535                | 577                | 518                | 487                | 470                | 463                | 425                | 439                | 612                |

## Nevezetességei
Az Odrán átívelő 19. századi fahíd.

## Külső hivatkozások
- Velika Gorica hivatalos oldala
- Velika Gorica turisztikai egyesületének honlapja
- A Túrmező honlapja